# Красногорівська сільська рада
| Красногорівська сільська рада — колишній орган місцевого самоврядування у Ясинуватському районі Донецької області з адміністративним центром у c. Красногорівка. Сільській раді були підпорядковані населені пункти: - c. Красногорівка - с. Веселе - с-ще Кам'янка - с. Новоселівка Друга |

## Склад ради
Рада складалася з 16 депутатів та голови.

## Керівний склад сільської ради
| ПІБ                       | Основні відомості                                                                       | Дата обрання | Дата звільнення |
| ------------------------- | --------------------------------------------------------------------------------------- | ------------ | --------------- |
| Павлюк Людмила Степанівна | Сільський голова, 1954 року народження, освіта, член Партії регіонів                    | 26.03.2006   | 31.10.2010      |
| Павлюк Людмила Степанівна | Сільський голова, 1954 року народження, освіта середня спеціальна, член Партії регіонів | 31.10.2010   |                 |

Примітка: таблиця складена за даними джерела